# Pimeäsaari (ö i Birkaland, Övre Birkaland, lat 62,15, long 23,95)
Pimeäsaari är en ö i Finland. Den ligger i sjön Iso-Tarjanne och i kommunen Virdois i den ekonomiska regionen  Övre Birkalands ekonomiska region  och landskapet Birkaland, i den sydvästra delen av landet, 230 km norr om huvudstaden Helsingfors. Öns area är 2,2 hektar och dess största längd är 250 meter i sydöst-nordvästlig riktning.